# Ice Grave
Ice Grave ist ein französisch-schwedischer Dokumentarfilm von Robin Hunzinger aus dem Jahr 2025.

## Inhalt
Der Film dokumentiert Andrées Polarexpedition von 1897. Dabei werden zumeist Fotografien der Expedition gezeigt, auf die Zitate aus den Tagebüchern von Salomon August Andrée und Nils Strindberg projiziert werden. Zwischendurch sieht und hört man Eindrücke des Historikers Tyrone Martinsson, der Autorin Hélène Gaudy und der Ärztin Bea Uusma. Letztere erforscht die Expedition seit zehn Jahren. Auch werden Fundstücke der damaligen Expedition im Archiv gezeigt.

## Produktion
Ice Grave wurde von Cedric Bonin und seinem Produktionsunternehmen SEPPIA produziert. Unterstützt wurden sie unter anderem von Arte und Sveriges Television.
Der Film feierte beim DOK.fest-München 2025 seine Premiere. Die weltweiten Vertriebsrechte liegen bei Lightdox.

## Rezeption
Elias Schäfer von Film-Rezensionen: „Ice Grave ist eine kinematographisch gelungene essayistische Rekonstruktion der gescheiterten Andrée Expedition und bietet atemberaubende historische Bilder aus einer Zeit, in der der Mensch dachte, er hätte die Welt erobert. Die wichtige Transferleistung zum Hier und Jetzt funktioniert leider nur bedingt, da diese einen umfassenderen Fokus verdient hätte.“

## Auszeichnungen
- 2025: DOK.fest-München-Nominierung im VIKTORIA Main Competition